# Copa dos Campeões
De Copa dos Campeões, ofwel Kampioenencup, was een door de CBF ingestelde competitie tussen de winnaars van diverse interregionale toernooien. De winnaar van de Copa dos Campeões plaatste zich automatisch voor de Copa Libertadores. De competitie werd in totaal drie keer gehouden tussen 2000 en 2002.

## Competitieopzet
In 2000 en 2001 deden in totaal 8 clubs mee aan de competitie. Dit waren de winnaars van het Campeonato Carioca, Campeonato Carioca, Campeonato Paulista, Torneio Rio-São Paulo en Copa do Nordeste en de finalisten van de Copa Sul-Minas. In een kwalificatieronde speelden de winnaars van de Copa Centro-Oeste, Copa Norte en de verliezend finalist van de Copa do Nordeste tegen elkaar. Na de kwalificatieronde ging het toernooi verder in een knock-out opzet waarin twee teams in een dubbele confrontatie bepaalden wie naar de volgende ronde mocht.
In 2002 deden in totaal 16 clubs mee aan het toernooi. Dit waren de winnaar van de editie van 2001, de kampioenen van het Campeonato Carioca en Campeonato Paulista, de zes beste teams van het Torneio Rio-São Paulo, de halvefinalisten van de Copa Sul-Minas, de drie besten van de Copa do Nordeste en de winnaars van de Copa Norte, Copa Centro-Oeste. In de eerste fase van het toernooi werden de clubs verdeeld in vier groepen van vier clubs. De beste twee plaatsten zich voor de volgende ronde, waarin weer een knock-out model met dubbele confrontatie werd gehanteerd. De halve-finales bestonden uit één wedstrijd en de finale weer uit twee. Alle wedstrijden in 2002 werden in het noordoosten en noorden van Brazilië gespeeld.

## Winnaars
| 2000 Details | Palmeiras | 2 - 1                   | Sport Recife | Flamengo  | São Paulo |
| 2001 Details | Flamengo  | 5 - 3 2 - 3             | São Paulo    | Cruzeiro  | Coritiba  |
| 2002 Details | Paysandu  | 1 - 2 4 - 3 (pen) 3 - 0 | Cruzeiro     | Palmeiras | Flamengo  |

2000 · 2001 · 2002